# Plédran
Plédran [pledʁɑ̃] ist eine französische Gemeinde mit 6909 Einwohnern (Stand 1. Januar 2022) im Département Côtes-d’Armor in der Region Bretagne; sie gehört zum Arrondissement Saint-Brieuc und zum Kanton Ploufragan.

## Sehenswürdigkeiten

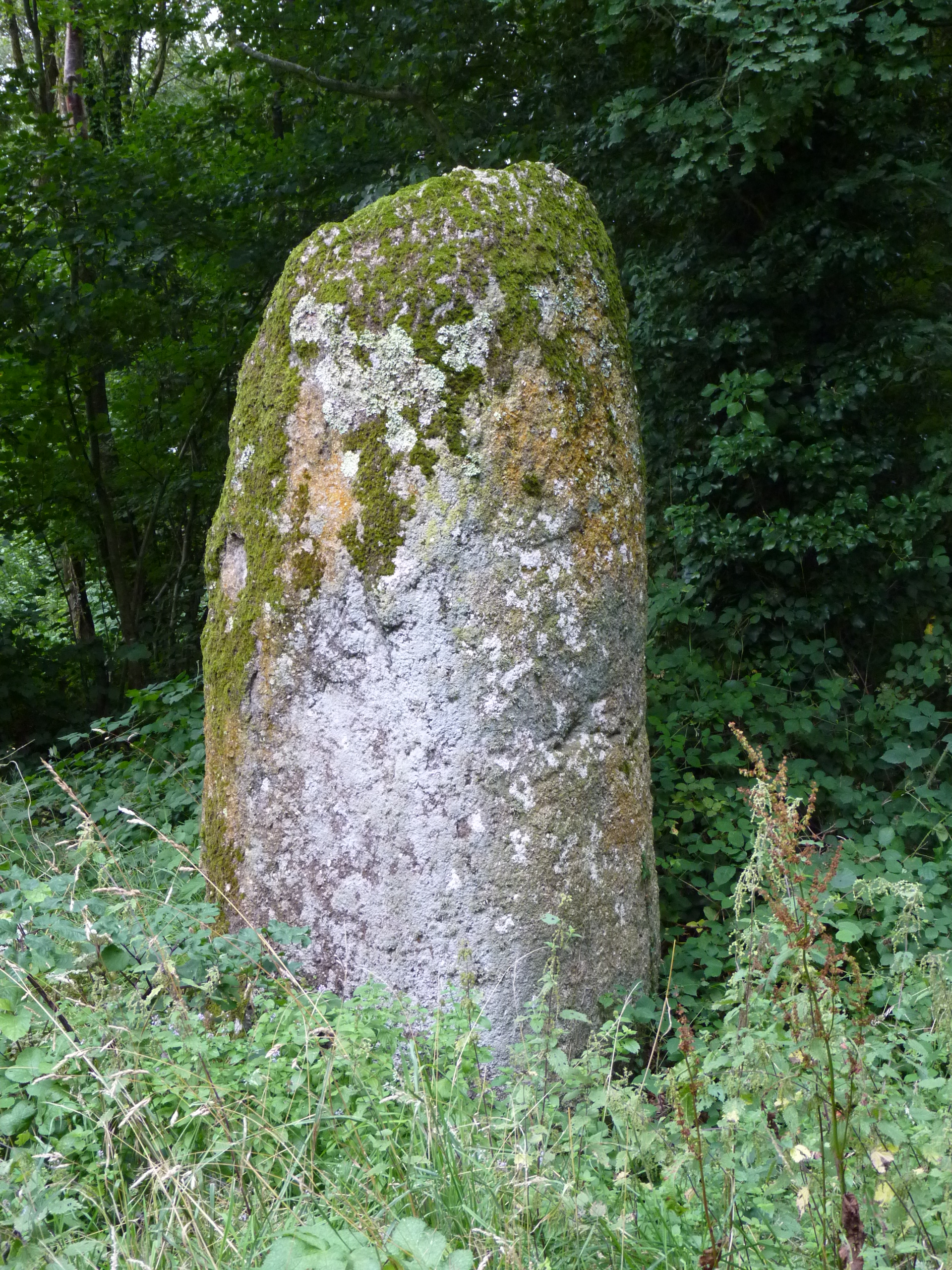
Menhir de la Touche-Bude (auch: Fuseau de Margot)

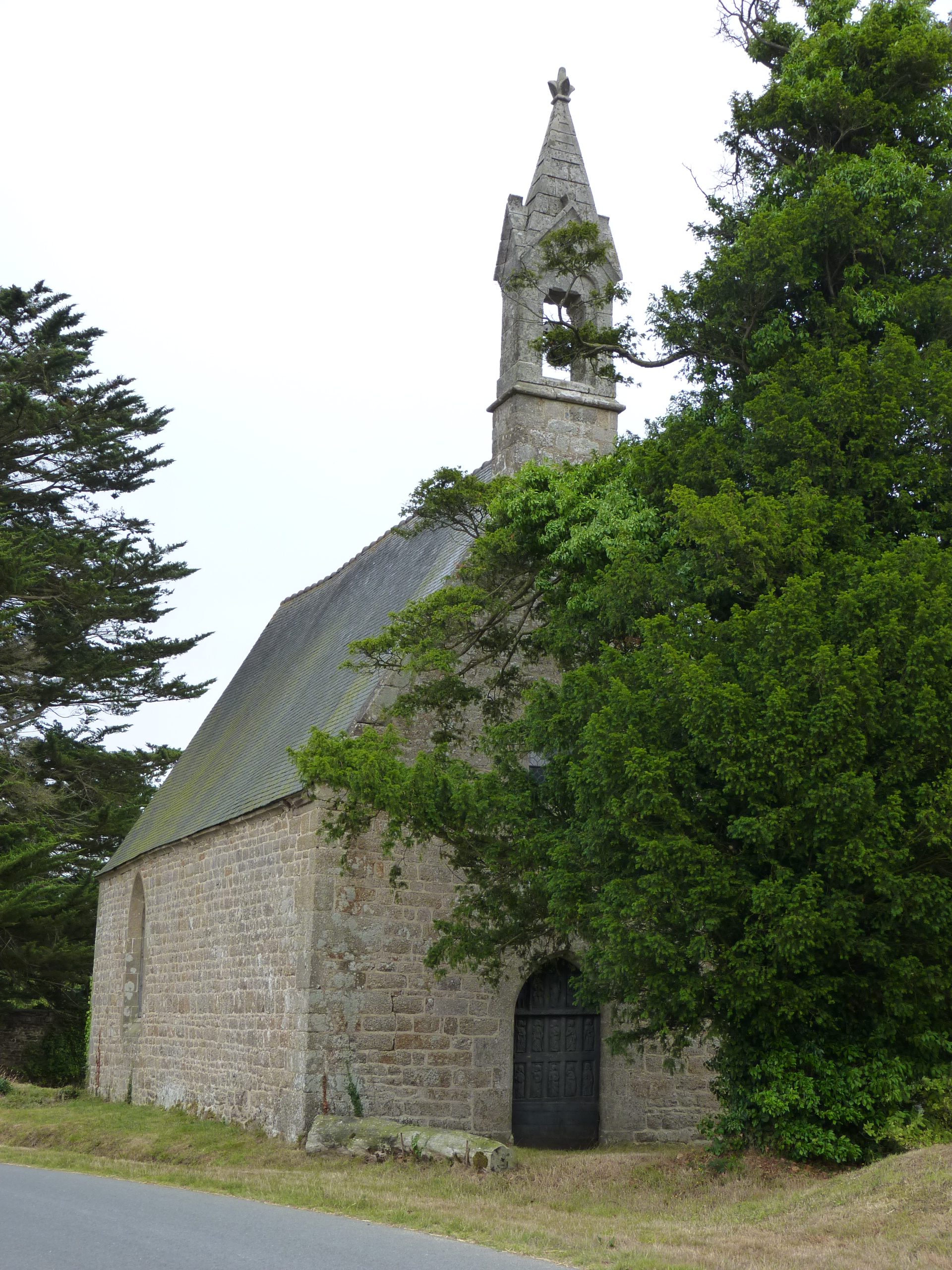
Kapelle Saint-Nicolas de Craffault

- Allée couverte von La Roche Camio (Monument historique).
- Allée couverte du Petit-Chêne
- Allée couverte de La Ville Glé.
- Menhir de la Touche-Bude, genannt Fuseau de Margot (Monument historique)
- Pont Chéra, gallo-römische Brücke
- Camp de Péran (Reste einer Wikingerfestung, Monument historique)
- Schloss Craffault (15. Jahrhundert).
- Kapelle Saint-Nicolas de Craffault (16. Jahrhundert, Monument historique)
- Manoir de Belleville (16.–18. Jahrhundert, privat)
- Manoir du Pesle Châtel (15.–17. Jahrhundert, privat)
- Manoir de La Ville Guinvray (17. Jahrhundert, privat)
- Manoir de La Fontaine Menet (17. Jahrhundert, privat)
- Kapelle von Le Hirel (15. Jahrhundert)
- Kapelle von Le Creac'h (im Besitz der Tempelritter seit 1182, Monument historique).

Siehe auch: Liste der Monuments historiques in Plédran

## Bevölkerungsentwicklung
| Jahr      | 1962 | 1968 | 1975 | 1982 | 1990 | 1999 | 2007 | 2016 |
| Einwohner | 2649 | 3172 | 4522 | 5043 | 5395 | 5750 | 5727 | 6571 |

## Persönlichkeiten
- Maurice Le Guilloux (* 1950), Radrennfahrer